# Championnat de Mauritanie de football 2018-2019
Navigation
Édition précédente Édition suivante
La saison 2018-2019 du Championnat de Mauritanie de football est la quarantième édition de la Première Division, le championnat national de première division en Mauritanie. Les quatorze équipes se rencontrent deux fois au cours de la saison. À la fin du championnat, les deux derniers du classement sont relégués et remplacés par les deux finalistes du championnat de deuxième division.
C'est le FC Nouadhibou qui remporte la compétition cette saison après avoir terminé en tête du classement. C'est le septième titre de champion de Mauritanie de l'histoire du club.

## Participants
- Nouakchott King's
- ASC SNIM
- ACS Ksar
- ASAC Concorde
- ASC Armée Nationale - Promu de D2
- ASC Kédia
- Jeunesse d'El Mina - Promu de D2
- AS Garde Nationale
- ASC Tidjikja
- FC Deuz
- FC Nouadhibou
- FC Tevragh Zeïna
- ASC Police
- Kaédi FC

## Compétition
Le classement est établi sur le barème de points suivant : victoire à 3 points, match nul à 1, défaite à 0.
| Rang | Équipe               | Pts | J  | G  | N  | P  | Bp | Bc | Diff |
| ---- | -------------------- | --- | -- | -- | -- | -- | -- | -- | ---- |
| 1    | FC NouadhibouT       | 59  | 26 | 18 | 5  | 3  | 47 | 11 | +36  |
| 2    | ASAC Concorde        | 47  | 26 | 14 | 5  | 7  | 47 | 31 | +16  |
| 3    | ASC Kédia            | 44  | 26 | 12 | 8  | 6  | 30 | 21 | +9   |
| 4    | Nouakchott King's    | 43  | 26 | 11 | 10 | 5  | 35 | 26 | +9   |
| 5    | FC Tevragh Zeïna     | 40  | 26 | 10 | 10 | 6  | 32 | 27 | +5   |
| 6    | Jeunesse d'El Mina P | 40  | 26 | 9  | 13 | 4  | 24 | 21 | +3   |
| 7    | AS Garde Nationale   | 36  | 26 | 8  | 12 | 6  | 27 | 22 | +5   |
| 8    | ASC Police           | 33  | 26 | 8  | 9  | 9  | 29 | 25 | +4   |
| 9    | ASC Tidjikja         | 32  | 26 | 8  | 8  | 10 | 31 | 32 | -1   |
| 10   | ACS Ksar             | 28  | 26 | 7  | 7  | 12 | 27 | 36 | -9   |
| 11   | Kaédi FC             | 28  | 26 | 6  | 10 | 10 | 26 | 35 | -9   |
| 12   | ASC SNIM C           | 25  | 26 | 5  | 10 | 11 | 21 | 30 | -9   |
| 13   | ASC Armée NationaleP | 18  | 26 | 4  | 6  | 16 | 20 | 44 | -24  |
| 14   | FC Deuz              | 13  | 26 | 2  | 7  | 17 | 20 | 55 | -35  |

|  | Qualification pour la Ligue des champions de la CAF 2019-2020                              |
|  | Qualification pour la Coupe de la confédération 2019-2020                                  |
|  | Relégation directe en deuxième division                                                    |
|  | T : Tenant du titre C : Vainqueur de la Coupe de Mauritanie P : Promu de deuxième division |

- ASC SNIM vainqueur de la Coupe de Mauritanie est qualifié pour la Coupe de la confédération[1].

## Bilan de la saison
| Championnat de Mauritanie de football 2018-2019 |                          |
| Champion                                        | FC Nouadhibou (7e titre) |
| Coupes et trophées                              |                          |
| Vainqueur de la Coupe de Mauritanie 2018-2019   | ASC SNIM                 |
| Qualifications continentales                    |                          |
| Ligue des champions de la CAF 2019-2020         | FC Nouadhibou            |
| Coupe de la confédération 2019-2020             | ASC SNIM                 |
| Promotions et relégations                       |                          |
| Promus en Première division                     | FC Médine Trarza         |
| Promus en Première division                     | FC Sahel                 |
| Relégués en Deuxième division                   | ASC Armée Nationale      |
| Relégués en Deuxième division                   | FC Deuz                  |